# Hans Strziska
Hans Strziska (29. března 1866 Stříbro – 11. listopadu 1922 Stříbro) byl rakouský a český politik německé národnosti z Čech, na počátku 20. století poslanec Říšské rady.

## Biografie
Pocházel ze starobylého stříbrského rodu Strzisků. Vychodil základní školu a obchodní školu. Profesí byl majitelem zemědělského hospodářství. Byl předsedou zemědělského spolku ve Stříbře. Zasedal ve výboru německé sekce zemské zemědělské rady. K roku 1913 se uvádí i jako okresní starosta.
Na počátku 20. století se zapojil i do celostátní politiky. Ve volbách do Říšské rady roku 1911 byl zvolen do Říšské rady (celostátní zákonodárný sbor) za obvod Čechy 122. Usedl do poslaneckého klubu Německý národní svaz, v jehož rámci reprezentoval Německou agrární stranu. Ve vídeňském parlamentu setrval do zániku monarchie.
Po válce zasedal v letech 1918–1919 jako poslanec Provizorního národního shromáždění Německého Rakouska (Provisorische Nationalversammlung).